# Heaven & Hell
Heaven & Hell je debutové studiové album americké zpěvačky Avy Max. Vyšlo 18. září 2020 pod vydavatelstvím Atlantic Records. Album obsahuje prvky žánru popu a dance-popu. Album obsahuje celkem 15 skladeb.

## Tvorba alba a datum zveřejnění
V dubnu 2019 Ava oznámila, že ve stejném roce vydá své debutové studiové album. Pro album nahrála přes sto písní a strávila několik měsíců rozhodováním o tom, které zařadit na album. Album bylo původně dokončeno na začátku roku 2019, ale bylo zpožděno, aby se zlepšil seznam skladeb přidáním dalších písní a také jednu skladbu z původního seznamu písní odebrala. V prosinci 2019 naznačila, že album bude vydáno v příštích několika měsících. Později potvrdila, že se album právě dokončuje, ale bylo zpožděno pandemií covidu-19. Ava oznámila datum vydání alba 29. července 2020 a bylo doprovázeno vydáním písně „Who's Laughing Now?“, která vyšla o den později. Americké turné na podporu alba bylo původně naplánované na září až říjen 2020, ale bylo zpožděno pandemií covidu-19.
Na albu se podíleli také hudebníci jako Charlie Puth, Tove Lo, Noonie Bao nebo Madison Love.

## Kompozice alba
Ava popsala některé písně jako „velmi silné a zmocňující se“, zatímco jiné „jsou trochu emotivnější“, přestože odmítla zahrnout žádnou baladu na album. Album se skládá se dvou částí. První část se nazývá Side A: Heaven a skládá se z písní, které slouží jako hymny a druhá část se nazývá Side B: Hell. Obal alba zobrazuje Avu odrážející se v zrcadle. Ava má blonďaté vlasy, zatímco v zrcadle se jí odrážejí oranžové vlasy.

## Seznam skladeb
| Heaven & Hell – standardní edice | Heaven & Hell – standardní edice | Heaven & Hell – standardní edice |
| Pořadí                           | Název                            | Délka                            |
| -------------------------------- | -------------------------------- | -------------------------------- |
| 1.                               | Heaven                           | 1:46                             |
| 2.                               | Kings & Queens                   | 2:42                             |
| 3.                               | Naked                            | 3:42                             |
| 4.                               | Tatoo                            | 2:39                             |
| 5.                               | OMG What's Happening             | 2:59                             |
| 6.                               | Call Me Tonight                  | 2:50                             |
| 7.                               | Born to the Night                | 3:19                             |
| 8.                               | Torn                             | 3:18                             |
| 9.                               | Take You To Hell                 | 2:44                             |
| 10.                              | Who's Laughing Now               | 3:00                             |
| 11.                              | Belladonna                       | 3:23                             |
| 12.                              | Wild Thing                       | 3:12                             |
| 13.                              | So Am I                          | 3:04                             |
| 14.                              | Salt                             | 3:00                             |
| 15.                              | Sweet but Psycho                 | 3:07                             |
| Celková délka:                   | Celková délka:                   | 44:45                            |

| Heaven & Hell – digitalní znovuvydání | Heaven & Hell – digitalní znovuvydání | Heaven & Hell – digitalní znovuvydání |
| Pořadí                                | Název                                 | Délka                                 |
| ------------------------------------- | ------------------------------------- | ------------------------------------- |
| 1.                                    | My Head & My Heart                    | 2:54                                  |
| Celková délka:                        | Celková délka:                        | 47:39                                 |

| Heaven & Hell – japonská CD edice | Heaven & Hell – japonská CD edice | Heaven & Hell – japonská CD edice |
| Pořadí                            | Název                             | Délka                             |
| --------------------------------- | --------------------------------- | --------------------------------- |
| 8.                                | Kings & Queens (acoustic)         | 3:08                              |
| 17.                               | Not Your Barbie Girl              | 3:07                              |
| 18.                               | So Am I (acoustic)                | 3:04                              |
| 19.                               | Salt (acoustic)                   | 3:10                              |
| 20.                               | Sweet but Psycho (acoustic)       | 2:59                              |
| Celková délka:                    | Celková délka:                    | 62:59                             |